# 小林星 (185636)
小林星（185636）（185636 Shiao Lin），臨時編號2008 DV40，是一顆位於小行星帶的小行星。由鹿林天文台於2008年2月27日發現。2010年7月26日以位於台灣高雄縣甲仙鄉（今高雄市甲仙區）的小林村（今小林里）命名紀念莫拉克颱風侵襲台灣時，受到莫拉克風災因走山而滅村的小林村亡者。
小行星的中文名字與另外一顆編號3500的小行星，以日本業餘天文學家小林隆男的姓氏「小林」相同的中文漢字命名。
根據小行星命名及中文譯名準則第26條，如果小行星在命名時英文不同，但中文文字相同，需在中文星名後加上小行星編號，用作識別。